# Phaedinus pictus
Phaedinus pictus là một loài bọ cánh cứng trong họ Cerambycidae.